# Erlanger Konstruktivismus
Der Erlanger Konstruktivismus – auch als Konstruktivismus der „Erlanger Schule“ und neuerdings als Methodischer Konstruktivismus bezeichnet – ist als ein methodenkritischer Ansatz in der Wissenschaftstheorie bekannt geworden. Als Schule wurde der Erlanger Konstruktivismus von Wilhelm Kamlah und Paul Lorenzen gegründet.
Programm und Ziel dieses Ansatzes methodischen Philosophierens besteht darin, die Erzeugung der Gegenstände einer Wissenschaft durch die Angabe der methodisch nötigen Schritte und normgebenden Regeln zu rekonstruieren, die ihrer methodisch kontrollierten und regelgemäßen Konstruktion oder „Konstitution“ zugrunde liegen und beachtet werden müssen, wenn jene „in der Tat“ verwirklicht werden sollen. Diese Art der systematischen Selbstreflexion wurde historisch zuerst an der Universität in Erlangen, bald auch anderenorts wie vor allem an den Universitäten in Konstanz und dann in Marburg vertreten. Ihr Ausgangspunkt ist damit die an wissenschaftlichen Methodenstandards orientierte Arbeit oder auch das daran methodisch ausgerichtete Handeln von Wissenschaftlern bei der Forschung und Theoriekonstruktion. Dadurch unterscheidet sich der methodische Konstruktivismus grundlegend von dem wahrnehmungsbiologisch fundierten und damit erkenntnistheoretisch ambitionierten Radikalen Konstruktivismus.

## Theorie und Methode
Die ersten Arbeiten des Hauptbegründers Paul Lorenzen galten der Rekonstruktion der Mathematik. Methodischer Ausgangspunkt war für ihn die Operation des Zählens. Von ihr aus vermochte er praktisch alle weiteren mathematischen Konstruktionen herzuleiten, so dass auch von Konstruktiver Mathematik die Rede ist. (Im Bezug zum Handeln und der Verwendung des Begriffs Operation besteht eine gewisse Querverbindung zum Operationalismus von Percy Bridgman.)
In seinem Ziel, die Erzeugung der „Gegenstände“ einer Wissenschaft durch die Angabe des dazu nötigen methodischen Vorgehens so genau wie möglich und nötig zu bestimmen und zu beschreiben, geht der methodische Konstruktivismus Erlanger Herkunft wie die Analytische Philosophie von der analysierenden Sichtung des Vorhandenen aus. Mit dieser geht er auch in der kritischen Grundnote, Widersprüchliches oder Unsinniges aufzudecken und konstruktiv zu kritisieren, und im Anspruch konform, potenziell alle Elemente und Regeln der Wissenschaft sollten bis in die grundlegenden Termini der von Wissenschaftlern verwendeten Sprache hinein einwandfrei definiert sein sowie logisch zirkelfrei verwendet werden.
- Am deutlichsten wird dies zunächst in der Logischen Propädeutik, dem ersten Buch von Kamlah und Lorenzen, das sie programmatisch als Vorschule des vernünftigen Redens vorstellten. Sie skizzieren und begründen hier die Grundzüge einer Wissenschaftssprache, in der Unschärfen vermieden und durch die Missverständnissen vorgebeugt werden soll:

An den Terminus als Prädikator einer wissenschaftlichen Sprache stellen wir folgende Anforderung: Die Verständigung zwischen den Gesprächspartnern soll nicht dadurch beeinträchtigt werden, daß der Redende den Prädikator anders verwendet als der Hörende (umgangssprachlich ausgedrückt: daß sich der Hörende ‚etwas anderes dabei denkt‘ als der Redende). Um dieses Ziel zu erreichen, werden die Gesprächspartner vor der Verwendung eines Terminus gut daran tun, sich hinsichtlich eben dieser Verwendung ausdrücklich zu verständigen.
- Hinzu kommt zweitens die von Paul Lorenzen und Kuno Lorenz entwickelte Dialogische Logik, die von einem aus dem Sequenzenkalkül abgeleiteten und der Spieltheorie ähnlichen Ansatz ausgeht; besonders die Logik der Quantoren, der Negation und Subjunktion wird dialogisch entwickelt. Von der Physik (Peter Mittelstaedt, Carl Friedrich von Weizsäcker) wurde dieser Ansatz teilweise übernommen und zur Interpretation der Quantenphysik (Quantenlogik) genutzt.
- Drittens wurde von Lorenzen die erwähnte konstruktive, im Ansatz operative Mathematik entworfen. Ontologisierende Existenzaussagen werden vermieden und stattdessen nur nachvollziehbare Konstruktionen durchgeführt.
- Viertens entwickelte Lorenzen mit Peter Janich und Rüdiger Inhetveen für die Messgerätetechnik eine – Protophysik genannte – normative Begründungsbasis, die es gestatten soll, Messergebnisse wissenschaftlich einwandfrei von physikalischen Prozessen zu unterscheiden, die einerseits dem Funktionieren der Geräte selbst zugrunde liegen, andererseits zur Messung anderer dienen. Durchgeführt wurde dies für Uhren (Zeitmessung), Ebenen (Längen-, Flächen- und Raummessung, Geometrie) und Zufallsgeneratoren (Häufigkeitszählung, Stochastik, Wahrscheinlichkeits- oder Zufallsberechnung); auch die Masse- und Impulsmessung wurde von Lorenzen in seine Überlegungen eingeschlossen.
- Wilhelm Kamlah entwickelte fünftens eine Philosophische Anthropologie, in der er die „praktische Grundnorm“ entwickelte: „Beachte, dass die Anderen bedürftige Menschen sind wie du selbst, und handle demgemäß!“[2]

### Sprache und (Sprach-)Handlungen
Der Erlanger Konstruktivismus schließt an die moderne Sprachphilosophie nach der sprachkritischen Wende an und versteht Wissenschaft als zweckgerichtetes Handeln. Sprachhandlungen werden dadurch zu zentralen Elementen dieses pragmatischen Ansatzes und der hiervon abgeleiteten Handlungstheorie, so dass die Analyse wissenschaftlicher Verfahren die Untersuchung ihrer spezifischen Zweckorientierung miteinschließt. 
Der Methodische Konstruktivismus Erlanger Herkunft setzt also nicht an unhinterfragten Prämissen und Axiomen an, sondern geht von Handlungsweisen und ihrem Kontext in der Alltagspraxis (Lebenswelt) aus. Hier sind Argumentationsanfänge zu finden, von denen aus sich schrittweise methodisch begründet und zirkelfrei eine Wissenschaft entwickeln lässt.
Im Rahmen der konstruktivistischen Methodologie werden sämtliche zum Aufbau von Wissenschaften nötigen Begriffe auf der Grundlage der lediglich zur Erläuterung dienenden Alltags- oder Umgangssprache dialogisch eingeführt (konstruiert), geprüft und schließlich als eindeutig nachvollziehbare Fachbegriffe (Termini) etabliert. Ihre weitere Verwendung in einer normierten Wissenschaftssprache – Lorenzen nennt sie Orthosprache – erfolgt nach den Regeln der Aussagen- und Prädikatenlogik.

### Protowissenschaften
Die Bildung und Beurteilung wissenschaftlicher Begriffe und definitorischer Sprachregeln wird im Konstruktivismus Erlanger Provenienz als jeder wissenschaftlichen Forschung methodisch vorgeordneter Schritt wissenschaftlicher Arbeit, als Prototheorie bezeichnet. Entwicklung und Aufbau einer fachspezifischen Terminologie führt in diesem Sprachgebrauch zu spezifischen Protowissenschaften, in der Chemie etwa zu einer Protochemie, in der Psychologie zu einer Protopsychologie und in der Logik zu einer Protologik. Die Stufe der exakten Wissenschaft kann dann als erreicht gelten, wenn alle Fragen nach den erkenntnisleitenden Interessen, nach der Rechtfertigung der Bildung von Unterdisziplinen, der systematischen Einordnung in den gesamtwissenschaftlichen Zusammenhang und die Möglichkeit der Rekonstruktion der Terminologie zufriedenstellend beantwortet werden können (Dirk Hartmann 1993). In den 1970er Jahren bemühte man sich in Erlangen als erstes um eine Protophysik als einer der empirischen Physik vorausgehende Prototheorie der Definition physikalischer Grundgrößen (Länge, Dauer, Masse, Ladung) als prototypisches Bemühen um ein konstruktives Begründungsprogramm von Erfahrungswissenschaft im Allgemeinen. Erstes durchgeführtes Stück der Protophysik war die Chronometrie (Theorie der Zeitmessung) durch Peter Janich (1969), der bis heute eine Geometrie als Theorie der Raummessung und eine Hylometrie als Theorie der Massenmessung gefolgt sind. Einen ähnlichen Ansatz verfolgt die Entwicklung einer protowissenschaftlich verstandenen Argumentationstheorie durch Carl Friedrich Gethmann, Harald Wohlrapp und Holm Tetens.

## Entwicklungsgeschichte
Wesentliche Anregungen zur Entwicklung des Programms des Erlanger Konstruktivismus stammen aus der methodischen Philosophie Hugo Dinglers, der seinerseits von Rudolf Carnap beeinflusst war. Die Erlanger Schule wurde in den Sechzigerjahren des 20. Jahrhunderts von Lorenzen und Kamlah und der ersten Schülergeneration mit Kuno Lorenz, Jürgen Mittelstraß, Peter Janich, Oswald Schwemmer und Christian Thiel gebildet. Die 1967 publizierte Logische Propädeutik gilt als erste Manifestation dieser Schulbildung, in der unter Aufnahme der kritischen Anregungen von Kant Wissenschaftstheorie im Weiteren als Wissenschaftskritik vorgestellt wurde und weithin Beachtung fand.
In den 1970er bildete Jürgen Mittelstraß als Ordinarius in Konstanz mit zunächst Kuno Lorenz, Peter Janich, Carl Friedrich Gethmann und Friedrich Kambartel die so genannte Konstanzer Schule, nach seiner Berufung nach Marburg Janich dann die Marburger Schule. Wegen dieser geografischen Veränderungen und zur Betonung des inhaltlichen Ansatzes des „Erlanger Konstruktivismus“ wurde zur Versachlichung die Bezeichnung Methodischer Konstruktivismus und für die Weiterentwicklung des Programms durch die aus Marburg stammenden Anregungen die Bezeichnung Methodischer Kulturalismus vorgeschlagen.
In Saarbrücken entwickelte Kuno Lorenz einen dialogischen Aspekt der Erlanger Schule im Anschluss an die Ansätze der Dialogischen Logik: Vorgefundenes (Du-Rolle) und Hervorgebrachtes (Ich-Rolle) werden wechselseitig aufeinander bezogen.
Die Mitglieder der Erlanger Schule haben unter der Federführung von Jürgen Mittelstraß seit den 1970er Jahren an einer Enzyklopädie der Philosophie und Wissenschaftstheorie gearbeitet, obwohl sie persönlich z. T. sehr unterschiedliche Entwicklungen in ihrem Denken vollzogen haben.
Als Schülerinnen und Schüler der bereits Genannten oder als dem Grundansatz nahestehend gelten u. a. die Philosophen Martin Carrier, Christoph Demmerling, Gottfried Gabriel, Armin Grunwald, Mathias Gutmann, Dirk Hartmann, Sybille Krämer, Angelika Krebs, Nikolaos Psarros, Thomas Rentsch, Arno Ros, Hans Julius Schneider, Pirmin Stekeler-Weithofer, Holm Tetens und Harald Wohlrapp sowie die zunächst in Konstanz wirkenden Franz Koppe, Peter Janich, Friedrich Kambartel, Jürgen Mittelstraß und Matthias Gatzemeier.